# Scatopsoidea
Scatopsoidea Rohdendorf, 1951, è una superfamiglia di insetti dell'ordine dei Ditteri, sottordine Nematocera. In generale si tratta di insetti, la cui biologia è nota solo in parte, associati al ciclo del carbonio in quanto le larve colonizzano habitat ricchi di materiale organico in decomposizione. Morfologicamente sono assimilabili ai moscerini della famiglia dei Bibionidae.

## Inquadramento tassonomico e filogenetico
La posizione sistematica della famiglia è incerta e controversa. In passato, gli Scatopsoidea erano inclusi come sottofamiglia fra i Bibionidae, per l'affinità morfologica fra questi ditteri. Fu solo nella seconda metà del XX secolo che si formularono i primi tentativi di revisione della tassonomia dei Ditteri su base filogenetica. A prescindere dalle divergenze sostanziali sull'albero tassonomico, i principali tentativi di classificazione dei Ditteri inferiori sviluppati fra gli anni sessanta e gli anni settanta, mettevano in relazione gli Scatopsidae sensu lato (compresi i Canthyloscelidae) e i Perissommatidae con i Bibionomorpha, fa eccezione solo lo schema di ROHDENDORF, che includeva i Perissommatidae fra i Tipulomorpha. 
Nei decenni successivi, le analisi filogenetiche non hanno chiarito fino in fondo il dilemma sull'inquadramento degli Scatopsoidea: alcuni lavori mettevano in relazione gli Scatopsoidea con i Bibionoidea, altri li escludevano. Si sono perciò sviluppate due linee orientative:
- l'inclusione degli Scatopsoidea all'interno dell'infraordine Psychodomorpha;
- l'inclusione degli Scatopsoidea in un cladogramma più complesso che li differenzia sia dagli Anisopoidea sia dagli Psychodoidea.

La prima posizione è quella attualmente più diffusa e fa capo all'inquadramento tassonomico proposto da WOOD & BORKENT nel 1989. La seconda posizione ha ancora una definizione incerta e per lo più mette in evidenza la differente collocazione, nell'albero cladistico, degli Psychodoidea, degli Scatopsoidea e degli Anisopodoidea. Malgrado le difficoltà di adozione di criteri univoci, le analisi filogenetiche mettono spesso in evidenza una relazione filogenetica fra i Bibionidae e gli Scatopsoidea.

## Suddivisione sistematica
La stessa suddivisione interna è definita solo in parte, alla luce dei più recenti orientamenti. Storicamente, l'intero taxon si identificava con la famiglia Scatopsidae, fatta eccezione per la piccola famiglia dei Perissommatidae. Nel corso delle revisioni tassonomiche, dagli Scatopsidae sensu lato è stata scorporata la famiglia Canthyloscelidae, comprendente i generi Canthyloscelis e Hyperoscelis, e quella dei Sinneuridae, comprendente i generi Synneuron ed Exiliscelis. La separazione dei Canthyloscelidae è largamente condivisa, mentre i generi Synneuron ed Exiliscelis  sono spesso trattati all'interno degli stessi Canthyloscelidae.
In una recente revisione, AMORIN & GRIMALDI (2006) hanno proposto l'inserimento fra gli Scatopsoidea di una nuova famiglia, Valeseguydae, comprendente una sola specie vivente (Valeseguya rieki) e altre due fossili, incluse rispettivamente nei generi Valeseguya e Cretoseguya. Prima del lavoro di AMORIN & GRIMALDI, il genere Valeseguya è considerato all'interno della famiglia Anisopodidae.
La suddivisione sistematica più ricorrente, al momento, contempla le seguenti famiglie:
- Canthyloscelidae (inclusi Synneuron ed Exiliscelis)
- Perissommatidae
- Scatopsidae